# L'Horme
L'Horme este o comună în departamentul Loire din sud-estul Franței. În 2009 avea o populație de 4.739 de locuitori.

## Evoluția populației
| An        | 1975  | 1982  | 1990  | 1999  | 2006  | 2009  |
| --------- | ----- | ----- | ----- | ----- | ----- | ----- |
| Populație | 5.028 | 4.858 | 4.689 | 4.639 | 4.749 | 4.739 |